# Song Phi Nong (huyện)
Song Phi Nong (tiếng Thái: สองพี่น้อง) là tỉnh (amphoe) cực nam của tỉnh Suphanburi, miền trung Thái Lan.

## Lịch sử
Huyện được thành lập năm 1896. Trong quá khứ, khu vực này bao gồm cả huyện U Thong district. Trụ sở huyện đã được dời xa kênh Song Phi Nong đến địa điểm ngày nay vào năm 1964 do khu vực cũ hay bị ngập lụt.

## Địa lý
Các huyện giáp ranh (từ phía bắc theo chiều kim đồng hồ) là: U Thong và Bang Pla Ma của tỉnh Suphanburi, Lat Bua Luang của tỉnh Ayutthaya, Bang Len và Kamphaeng Saen của tỉnh Nakhon Pathom, và Tha Maka và Phanom Thuan của tỉnh Kanchanaburi.
Nguồn nước chính ở huyện là sông Tha Chin hay sông Suphan.

## Hành chính
Huyện này được chia thành 15 phó huyện (tambon), các đơn vị này lại được chia ra thành 140 làng (muban). Có hai đô thị (thesaban tambon) ở huyện này - thị xã (thesaban mueang) Song Phi Nong nằm trên toàn bộ tambon Song Phi Nong, và đô thị phó huyện (thesaban tambon) Thung Khok nằm trên một phần của tambon Thung Khok. Mỗi một trong số phó huyện, trừ Song Phi Nong, có một Tổ chức hành chính tambon.
| STT. | Tên             | Thai        | Dân số |
| ---- | --------------- | ----------- | ------ |
| 1.   | Song Phi Nong   | สองพี่น้อง     | 12.760 |
| 2.   | Bang Len        | บางเลน      | 6.915  |
| 3.   | Bang Ta Then    | บางตาเถร    | 15.619 |
| 4.   | Bang Takhian    | บางตะเคียน   | 5.698  |
| 5.   | Ban Kum         | บ้านกุ่ม       | 3.722  |
| 6.   | Hua Pho         | หัวโพธิ์       | 10.141 |
| 7.   | Bang Phlap      | บางพลับ      | 5.211  |
| 8.   | Noen Phra Prang | เนินพระปรางค์ | 4.365  |
| 9.   | Ban Chang       | บ้านช้าง      | 3.140  |
| 10.  | Ton Tan         | ต้นตาล       | 3.590  |
| 11.  | Si Samran       | ศรีสำราญ     | 10.326 |
| 12.  | Thung Khok      | ทุ่งคอก       | 16.144 |
| 13.  | Nong Bo         | หนองบ่อ      | 5.323  |
| 14.  | Bo Suphan       | บ่อสุพรรณ     | 18.992 |
| 15.  | Don Manao       | ดอนมะนาว    | 4.959  |